# Gimnàstic Futbol Club
El Gimnàstic Futbol Club (Gimnástico Football Club, Gimnástico FC o Gimnàstic de València) va ser un equip de futbol de la Ciutat de València.
El 15 de gener de 1909 es creà la Sección Gimnástica del Patronato de la Juventud Obrera, una entitat dirigida per jesuïtes. L'any 1915 la secció de futbol es s'escindí del Patronat i creà el Gimnástico Football Club, i que va desaparèixer el 1939 al fusionar-se amb el FC Levante per tal de crear l'actual Llevant Unió Esportiva. Jugava a l'Estadi de Vallejo i vestia uniforme amb colors blaugrana.
El 1920 el rei Alfons XIII li va concedir títol de reial, canviant el seu nom al de Real Gimnástico Football Club, nom que mantindria només 11 anys, fins a 1931, recuperant el seu antic nom amb la proclamació de la Segona República Espanyola.

## Temporades
| Temporada | Divisió | Posició | Copa |
| --------- | ------- | ------- | ---- |
| 1929/30   | 3a      | 3       |      |
| 1930/31   | 3a      | 5       |      |
| 1931/32   | 3a      | 3       |      |
| 1932/33   | 3a      | 3       |      |
| 1933/34   | 3a      | 3       |      |
| 1934/35   | 2a      | 6       |      |
| 1935/36   | 2a      | 4       |      |

## Palmarès
- 2 temporades en Segona Divisió
- 5 temporades en Tercera Divisió